# Michael Tørnes
Michael Elvers Tørnes (Herlev, 8 gennaio 1986) è un ex calciatore danese, di ruolo portiere.

## Carriera

### Club
Tørnes ha giocato nel Lyngby nella stagione 2003-2004, con la squadra militante nella 2. Division. L'anno successivo è stato ingaggiato dal Brønshøj, in 1. Division: è rimasto in squadra per una stagione, in cui ha disputato 13 partite di campionato.
Nel 2005, Tørnes è stato messo sotto contratto dal Brøndby. Durante la prima stagione, il calciatore è stato aggregato alla formazione giovanile del club. Dal 2006, è stato aggregato alla prima squadra. Ha esordito nella Superligaen in data 25 ottobre 2009, impiegato da titolare nella vittoria per 1-2 sul campo dell'Aalborg. Tørnes è rimasto in squadra fino al luglio 2013, quando è tornato al Brønshøj con la formula del prestito.
Il 28 marzo 2014, Tørnes è stato ingaggiato dai finlandesi dell'HJK, squadra della Veikkausliiga. Ha debuttato con questa maglia in data 6 aprile, nella vittoria per 1-0 sullo Jaro. Nel corso della stagione, è rimasto imbattuto per 960 minuti consecutivi, tra campionato e coppa. Questo risultato ha segnato un nuovo record, poiché la precedente striscia di imbattibilità era di András Vilnrotter, che si era fermato a 882 minuti. Complessivamente, ha totalizzato 28 presenze tra campionato e coppe, subendo 18 reti. Ha contribuito alla vittoria finale del campionato e della Suomen Cup.
Senza contratto, il 16 aprile 2015 ha firmato un contratto valido fino al 1º agosto con il Sandefjord, formazione norvegese militante nell'Eliteserien, massima divisione del campionato locale. Tørnes è stato ingaggiato per sopperire all'assenza dell'infortunato Jakob Busk, portiere titolare. Ha esordito in squadra il 19 aprile, schierato titolare nella vittoria per 1-0 contro il Sarpsborg 08. Il 31 luglio ha sostenuto l'ultimo allenamento in squadra, per svincolarsi poi a partire dal giorno seguente.
Libero da vincoli contrattuali, il 13 agosto 2015 ha firmato ufficialmente un accordo annuale con l'Odense, tornando così in Danimarca. Ha esordito in squadra il 16 agosto, schierato titolare nella sconfitta interna per 2-3 contro il Randers. Ha disputato 4 partite nella Superligaen 2015-2016, subendo un passivo di 12 reti. Alla fine della stagione, si è svincolato dall'Odense.
Il 26 luglio 2016, Tørnes si è legato ufficialmente agli olandesi del Vitesse con un contratto biennale.

### Nazionale
Tørnes ha rappresentato la Danimarca a livello Under-16, Under-17, Under-18, Under-19 e Under-21. Per quanto concerne la selezione Under-21, ha esordito il 2 febbraio 2008, schierato titolare nell'amichevole persa per 0-2 contro il Sudafrica under 23.

## Statistiche

### Presenze e reti nei club
Statistiche aggiornate al 13 agosto 2015.
| Stagione        | Club            | Campionato      | Campionato | Campionato | Coppe nazionali | Coppe nazionali | Coppe nazionali | Coppe continentali | Coppe continentali | Coppe continentali | Supercoppe | Supercoppe | Supercoppe | Totale | Totale |
| Stagione        | Club            | Comp            | Pres       | Reti       | Comp            | Pres            | Reti            | Comp               | Pres               | Reti               | Comp       | Pres       | Reti       | Pres   | Reti   |
| --------------- | --------------- | --------------- | ---------- | ---------- | --------------- | --------------- | --------------- | ------------------ | ------------------ | ------------------ | ---------- | ---------- | ---------- | ------ | ------ |
| 2003-2004       | Lyngby          | 2D              | 22         | -?; 1      | CD              | ?               | -?              | -                  | -                  | -                  | -          | -          | -          | 22+    | -?; 1+ |
| 2004-2005       | Brønshøj        | 1D              | 13         | -?         | CD              | ?               | -?              | -                  | -                  | -                  | -          | -          | -          | 13+    | -?     |
| 2006-2007       | Brøndby         | SL              | 0          | 0          | CD              | 0               | 0               | -                  | -                  | -                  | -          | -          | -          | 0      | 0      |
| 2007-2008       | Brøndby         | SL              | 0          | 0          | CD              | 0               | 0               | -                  | -                  | -                  | -          | -          | -          | 0      | 0      |
| 2008-2009       | Brøndby         | SL              | 0          | 0          | CD              | 3               | -4              | CU                 | 0                  | 0                  | -          | -          | -          | 3      | -4     |
| 2009-2010       | Brøndby         | SL              | 2          | -2         | CD              | 2               | -1              | UEL                | 0                  | 0                  | -          | -          | -          | 4      | -3     |
| 2010-2011       | Brøndby         | SL              | 12         | -16        | CD              | 1               | -4              | UEL                | 0                  | 0                  | -          | -          | -          | 13     | -20    |
| 2011-2012       | Brøndby         | SL              | 29         | -38        | CD              | 1               | 0               | UEL                | 0                  | 0                  | -          | -          | -          | 30     | -38    |
| 2012-2013       | Brøndby         | SL              | 26         | -38        | CD              | 4               | -4              | -                  | -                  | -                  | -          | -          | -          | 30     | -42    |
| Totale Brøndby  | Totale Brøndby  | Totale Brøndby  | 69         | -94        |                 | 11              | -13             |                    | 0                  | 0                  |            | -          | -          | 80     | -107   |
| lug.-dic. 2013  | Brønshøj        | 1D              | 6          | -14        | CD              | 1               | 0               | -                  | -                  | -                  | -          | -          | -          | 7      | -14    |
| Totale Brønshøj | Totale Brønshøj | Totale Brønshøj | 19         | -?         |                 | 1+              | -?              |                    | -                  | -                  |            | -          | -          | 20+    | -?     |
| 2014            | HJK             | VL              | 22         | -13        | CF+CdL          | 2+0             | 0+0             | UCL                | 4                  | -5                 | -          | -          | -          | 28     | -18    |
| apr.-lug. 2015  | Sandefjord      | ES              | 9          | -17        | CN              | 3               | -6              | -                  | -                  | -                  | -          | -          | -          | 12     | -23    |
| ago. 2015-2016  | Odense          | SL              | 4          | -12        | CD              | 0               | 0               | -                  | -                  | -                  | -          | -          | -          | 4      | -12    |
| 2016-2017       | Vitesse         | ED              | 0          | 0          | CO              | 0               | 0               | -                  | -                  | -                  | -          | -          | -          | 0      | 0      |
| Totale          | Totale          | Totale          | ?          | -?         |                 | ?               | -?              |                    | ?                  | -?                 |            | -          | -          | ?      | -?     |

## Palmarès

### Club

#### Competizioni nazionali
- Campionato finlandese: 1

HJK: 2014
- Campionato danese: 1

Brøndby: 2020-2021
- Coppa di Finlandia: 1

HJK: 2014
- Coppa dei Paesi Bassi: 1

Vitesse: 2016-2017